# Lešany (okres Benešov)
Lešany jsou obec ve Středočeském kraji, okrese Benešov. Rozkládá se asi 15 km severozápadně od Benešova. Žije zde 921 obyvatel. Jsou známé svým barokně-klasicistním zámkem a především vojenským muzeem, které leží 2 km severovýchodně od středu obce. Součástí obce jsou i vesnice Břežany a Nová Ves.

## Historie

### Nejstarší zmínky
První zmínka o Lešanech pochází přibližně z roku 1185, ovšem prvním skutečným písemným dokladem je darovací listina z 13. století od Bedřicha Lesanyho. V Lešanech se vystřídala dlouhá řada vladyků. Jako první je uváděn Oldřich Medek, kterému patřily v letech 1353–1398.

### Tvrz
Další z vladyků, Renvald z Ústupenic, nejspíš postavil zdejší tvrz. Byla to jednoduchá, mírně lichoběžná budova dochovaná ve zdivu východního křídla dnešního zámku. Palác byl asi trojdílný, možná i o něco delší než dnešní zámecké křídlo. Od západu k paláci zřejmě přiléhalo nevelké nádvoří, od východu pak asi vodní opevnění navazující na dnešní rybník Návesník. V roce 1409 tvrz její majitel Renvald z Ústupenic prodal spolu se vsí Prokopovi ze Soběšína. Asi od roku 1418 držel Lešany Janek Řítka z Bezdědic, který se účastnil husitských válek na straně táboritů. Roku 1444 dal svou tvrz a ves Lešany do zástavy Závišovi z Klinštejna. V druhé polovině 15. století drželi Lešany Lešanští z Čečelic, od začátku 16. století Lešanští z Krsovic, asi od roku 1522 Vratislavové z Mitrovic. Po nich následovali Čejkové z Olbramovic, za nichž byl postaven západní palác dochovaný ve zdivu křídla zámku. Uprostřed jedné z volných stran tehdy stála vstupní věž, jejíž následovnicí je zřejmě věž současná. V roce 1578 prodali bratři Karel a Jeroným Čejkové z Olbramovic tvrz, dvůr a ves Lešany s příslušenstvím Albrechtovi Netvorskému z Březí. Jeho vnuk Jan Netvorský jej prodal v roce 1612 Mandaleně Mladotové z Labouně, od níž statek v roce 1622 koupil Pavel Michna z Vacínova.

### Zámek
V roce 1683 získala Lešany kapitula sv. Víta Pražském hradě, která na místě tvrze postavila zámek. Ten tak získal nynější čtyřkřídlou podobu, fasády nesou stopy pozdního baroka a klasicismu, vznikly i strohé arkády kolem nádvoří. Nejvýraznějším příspěvkem kapituly k podobě zámku je kaple sv. Víta zaujímající celou západní polovinu severního křídla. Lešany se staly centrem velkého kapitulního panství, do něhož patřily ještě statky Hostěradice, Břežany, Netvořice, Nedvěží aj. Správa panství sídlila v lešanském zámku. Roku 1903 zámek značně poškodil požár, nejvíce utrpěla věž v severním průčelí, která při opravě místo střechy dostala novoromantickou terasu. Za války zde sídlilo velitelství SS, za kterého byla na terasu přistavěna vodárna. Kapitule patřil lešanský velkostatek se zámkem do roku 1949. V roce 1949 byl zámek zestátněn a až do 90. let 20. století patřil místnímu zemědělskému družstvu.

### Rok 1932
V obci Lešany (přísl. Nová Ves, 442 obyvatel) byly v roce 1932 evidovány tyto živnosti a obchody: holič, kolář, 3 hostince, 2 kováři, řezník, sedlář, 2 obchody se smíšeným zbožím, Spořitelní a záložní spolek pro Lešany, trafika, velkostatek Metropolitní kapituly na hradě Pražském.

### Novodobá historie
Za druhé světové války se ves stala součástí vojenského cvičiště Zbraní SS Benešov a její obyvatelé se museli 15. října 1942 vystěhovat.

### Územněsprávní začlenění

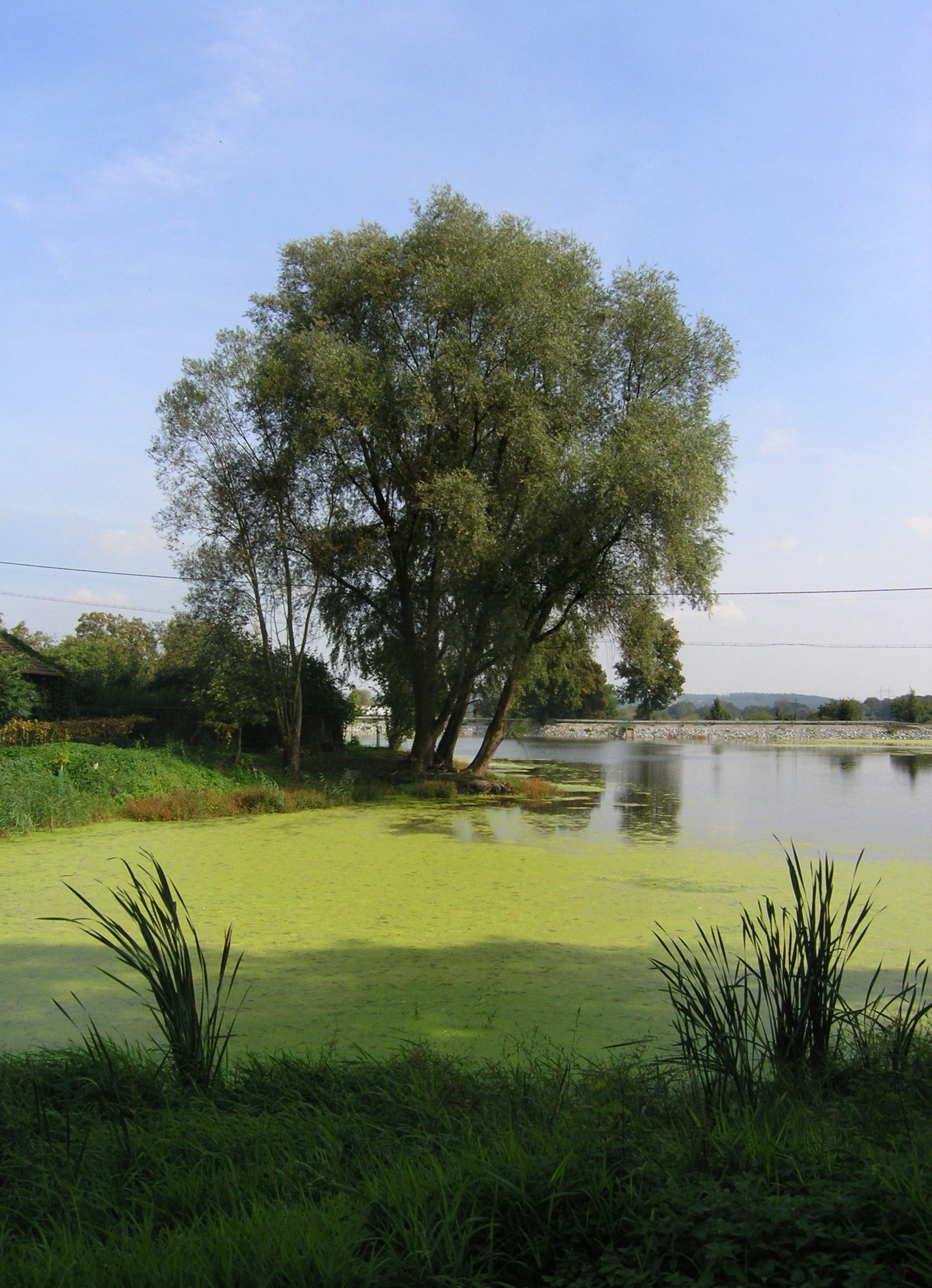
Rybník Návesník uprostřed Lešan

Dějiny územněsprávního začleňování zahrnují období od roku 1850 do současnosti. V chronologickém přehledu je uvedena územně administrativní příslušnost obce v roce, kdy ke změně došlo
- 1850 České království, kraj České Budějovice, politický okres Benešov, soudní okres Neveklov[6]
- 1855 České království, kraj Tábor, soudní okres Neveklov
- 1868 České království, politický okres Benešov, soudní okres Neveklov
- 1918 země česká, politický okres Benešov, soudní okres Neveklov
- 1939 země česká, Oberlandrat Tábor, politický okres Benešov, soudní okres Neveklov[7]
- 1942 země česká, Oberlandrat Praha, politický okres Benešov, soudní okres Neveklov[8]
- 1945 země česká, správní okres Benešov, soudní okres Neveklov[9]
- 1949 Pražský kraj, okres Benešov[10]
- 1960 Středočeský kraj, okres Benešov
- 1974 Středočeský kraj, okres Praha-západ[11]
- 1996 Středočeský kraj, okres Benešov[12]
- 2003 Středočeský kraj, okres Benešov, obec s rozšířenou působností Benešov

## Vojenské muzeum
Od roku 1996 se v prostoru bývalých dělostřeleckých kasáren mezi obcemi Krhanice a Lešany nachází expozice Vojenského technického muzea. Nalezneme zde mnoho velké vojenské techniky, např. tanky, kanóny, obrněná vozidla.

## Známé osoby spojené s obcí
- František Hrubín (1910–1971), český básník (v Lešanech a okolí se odehrává jeho báseň Romance pro křídlovku) a další tvorbou jsou Lešanské jesličky
- Otakar Brousek starší (1924–2014), český herec
- Libuše Benešová (* 1948), česká politička

## Doprava
Dopravní síť
- Pozemní komunikace – Do obce vede silnice III. třídy.

- Železnice – Železniční trať ani stanice na území obce nejsou. Nejbližší železniční stanicí jsou Krhanice ve vzdálenosti 4 km ležící na trati 210 vedoucí z Prahy, Vraného nad Vltavou a Jílového u Prahy do Čerčan.

Veřejná doprava 2012
- Autobusová doprava – V obci zastavovaly autobusové linky jedoucí např. do těchto cílů: Benešov, Jílové u Prahy, Křečovice, Praha, Týnec nad Sázavou.

## Turistika
Místní částí Břežany vede turistická trasa  Kamenný Přívoz – Břežany – Netvořice.

## Další fotografie

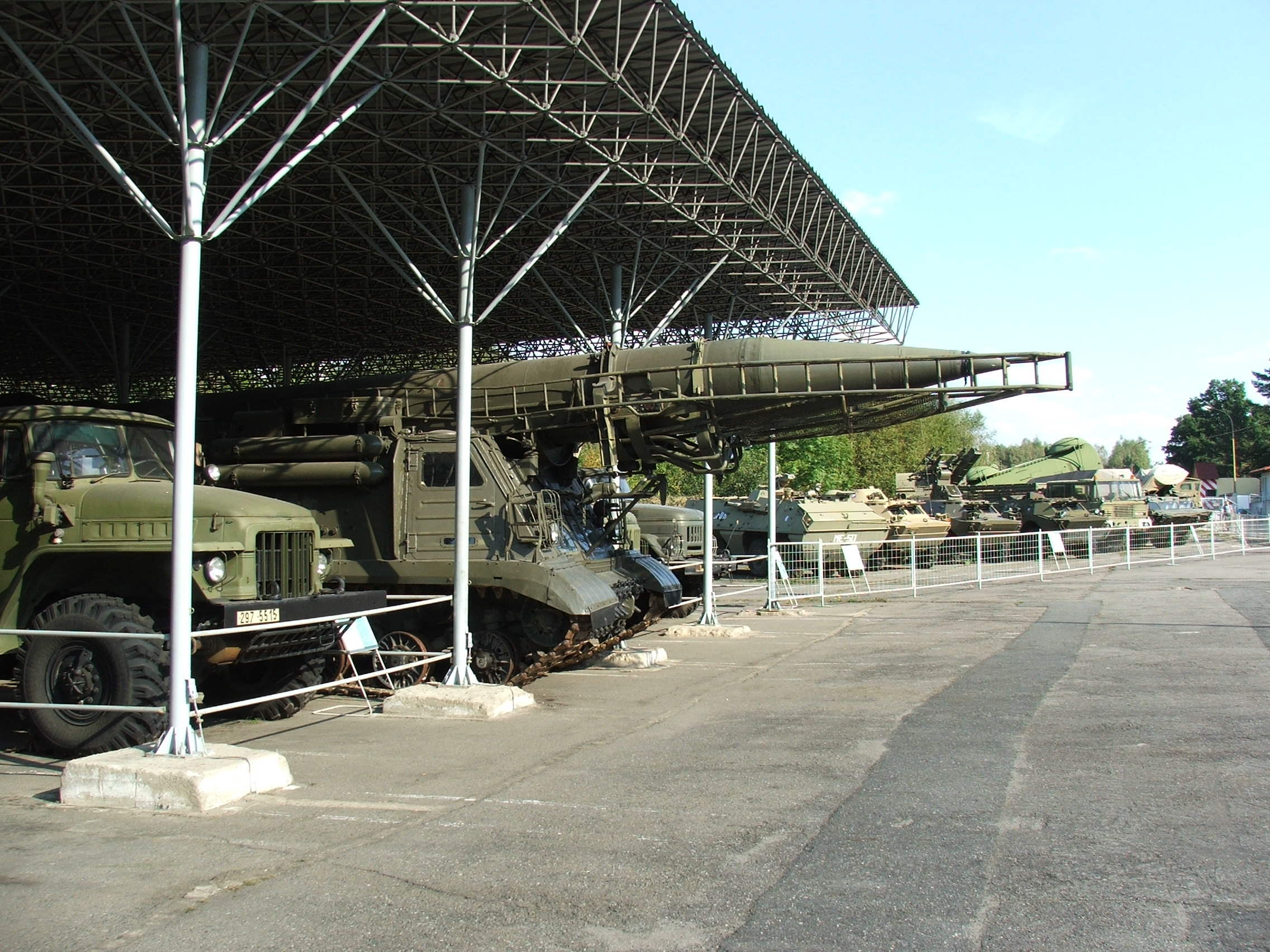
Lešany jsou známé svým Vojenským technickým muzeem
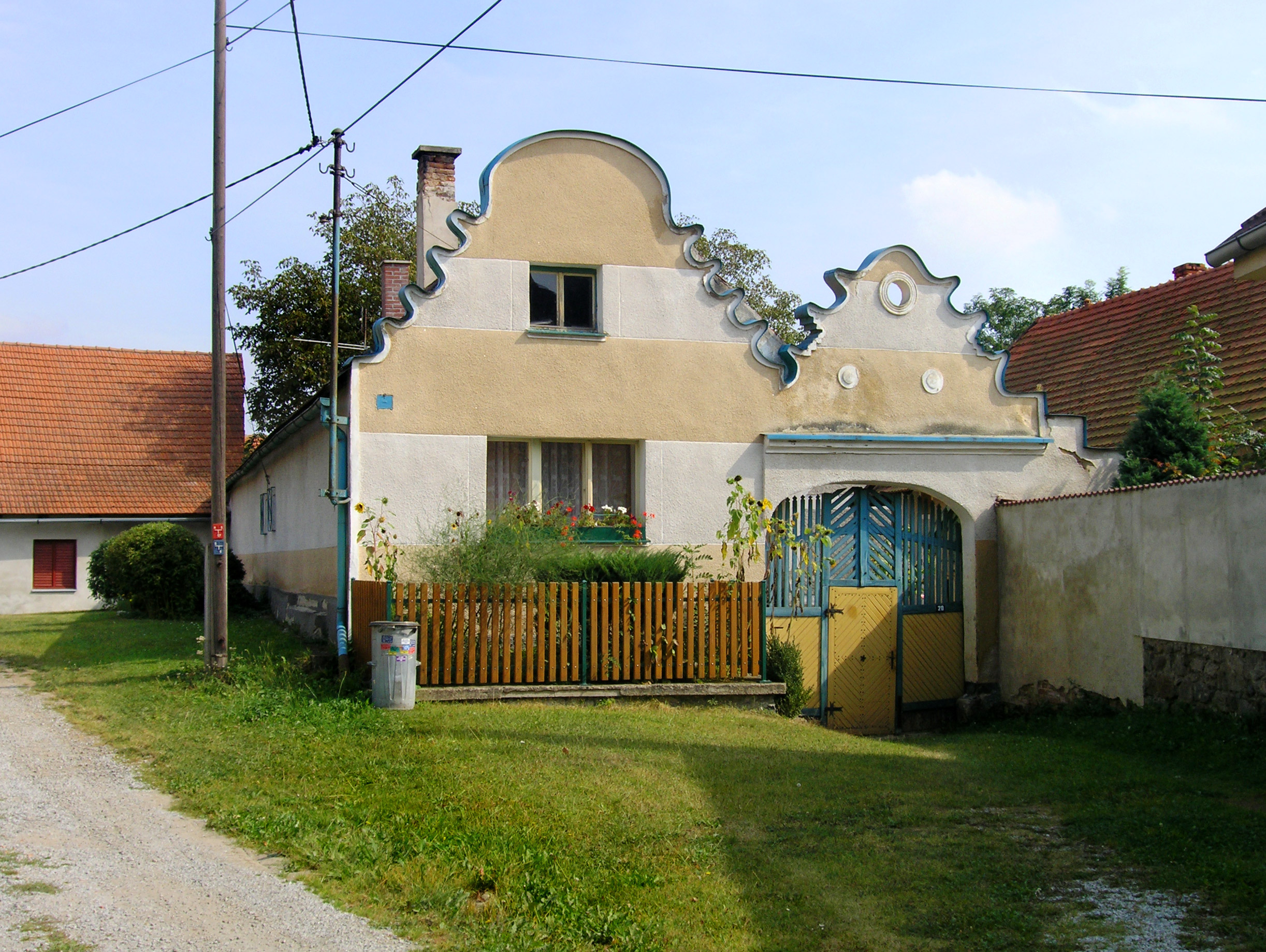
Bývalý statek v části Břežany
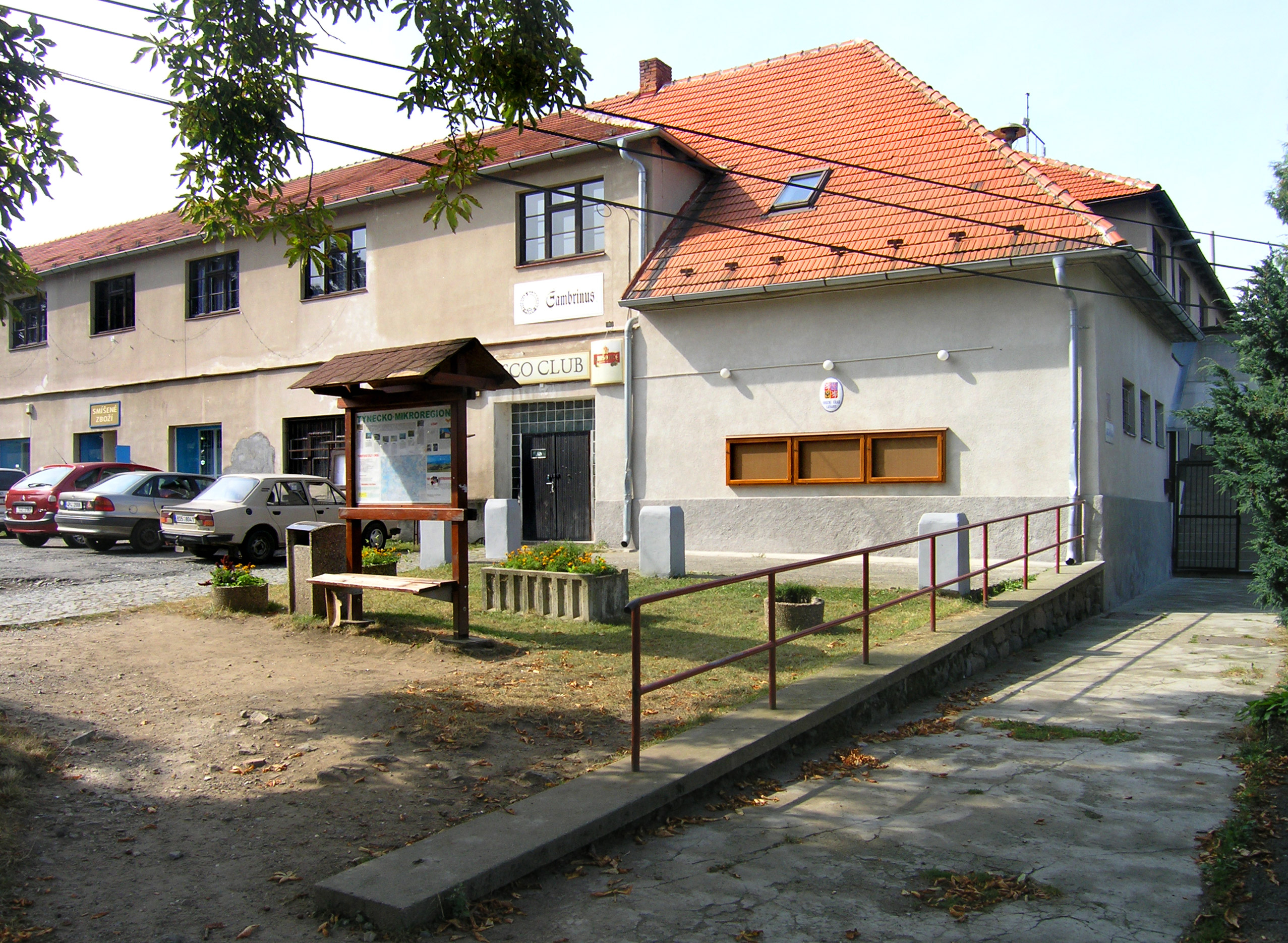
Obecní úřad
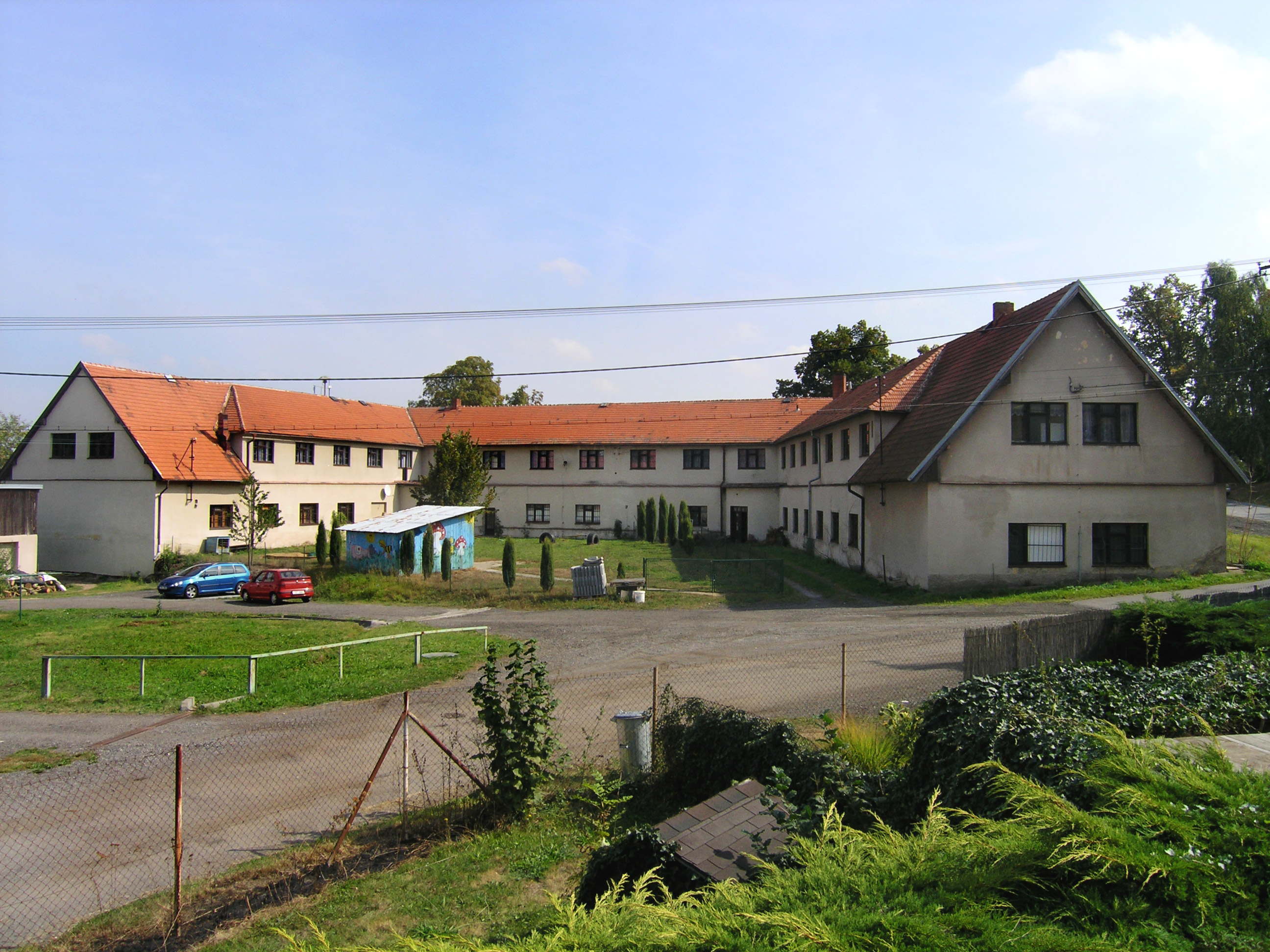
Bývalé hospodářské budovy zámku